# Haterial
Haterial ist eine finnische Thrash-Metal-Band aus Kiiminki (eine Gemeinde, die 2013 zu Oulu eingegliedert wurde), welche 2010 gegründet wurde.

## Geschichte
Die Band wurde im März 2010 gegründet, wobei die Besetzung im nächsten Monat durch das Hinzukommen des Sängers Erkki „Eki“ Lassila vervollständigt wurde. 2012 wurde bei dem italienischen Label WormHoleDeath (wo später u. a. auch Tornado und Frostbitten Kingdom Verträge unterzeichneten) das Debütalbum Twisted Verses veröffentlicht. Die Aufnahmen hierzu hatten im Realsound Studio in der Nähe von Parma stattgefunden. Neben Auftritten in Finnland konnte die Band bisher auch auf Tour durch England, Schweden und Norwegen gehen.

## Stil
Walter von metal.de schrieb in seiner Rezension zu Twisted Verses, dass sich die Gruppe besonders bemüht, Abwechslung zu bieten. Die Band spiele groovenden Thrash Metal im Stil später Sepultura. Zudem verarbeite man auch Melodic Death Metal, wie ihn In Flames spiele, und Modern Metal im Stil von frühen Soilwork sowie Hardcore Punk. Auch der Gesang bemühe sich um Abwechslung, wobei es sich bei diesem jedoch größtenteils um „grantig anmutenden Hardrcore-Brüllwürfel“ handle. Die Geschwindigkeit der Songs sei meist hoch. Manuel von burnyourears.de ordnete die Gruppe dem Thrash Metal zu. Vor allem die Riffs seien klassisch für das Genre, aber auch moderne Metalcore-Einflüsse seien eingearbeitet worden. Zudem setze die Band auch Doublebass ein. Die Texte würden von Wut, Hass und Sex handeln.

## Diskografie
- 2010: Promo 2010 (Demo, Eigenveröffentlichung)
- 2012: Twisted Verses (Album, WormHoleDeath)